# Wilder (Kentucky)
Wilder é uma cidade localizada no estado americano de Kentucky, no Condado de Campbell.

## Demografia
Segundo o censo americano de 2000, a sua população era de 2624 habitantes.
Em 2006, foi estimada uma população de 2974, um aumento de 350 (13.3%).

## Geografia
De acordo com o United States Census Bureau tem uma área de
9,9 km², dos quais 9,6 km² cobertos por terra e 0,3 km² cobertos por água.

## Localidades na vizinhança
O diagrama seguinte representa as localidades num raio de 4 km ao redor de Wilder.